# Cry Wolf (Pornofilm)
Cry Wolf ist ein US-amerikanischer Pornospielfilm des Regisseurs Paul Thomas aus dem Jahr 2008. Der Film wurde 2008 in Berlin bei den Eroticline Awards als "Best US Film" ausgezeichnet.

## Handlung
Zu Beginn des Films sieht man, wie Roger (Marcos Leon) von einem Date mit Sylvia (Monique Alexander) nach Hause kommt. Roger hat es als ehemaliger Kinderstar zu etwas gebracht. Die beiden gehen in Rogers Haus und Sylvia verlangt eine Tour durch das Haus. Roger gibt ihr eine Tour, die in der Küche endet, wo sie sich näher kommen. Dann gehen sie ins Schlafzimmer, in dem Sylvia Roger eine Pille gibt, da er Erektionsprobleme hat. Sie lockt ihn weiter, wobei sie ihn deswegen neckt. Roger verlangt, dass sie geht und sie kommt bis in den Korridor, dort hält er sie fest und zieht sie zu sich auf den Boden. Zuerst lacht sie über ihn und sie küssen sich, es scheint jedoch nun eine Vergewaltigung vorzuliegen. Später ruft Roger bei Danny an, damit dieser ihm bei einem Problem hilft.
Nun blendet der Film sechs Monate zurück und man sieht Marcus beim Sex mit zwei Frauen. Am Ende fragen die Frauen ihn nach Dope und er erzählt ihnen, dass er nicht mehr in diesem Business arbeitet. Die beiden Frauen gehen raus und regen sich darüber auf, mit ihm Sex gehabt zu haben.
Danny trifft Sylvia, als sie die Bar schließt. Sie behauptet, dass sie von ein paar Männern an der Bar belästigt wurde und dass sie Angst hat, alleine nach draußen zu ihrem Auto zu gehen. Er schließt den Laden und begleitet sie zu ihrem Wagen. Es stellt sich heraus, dass es sich um ein Date handelt. Eins führt zum anderen und sie landen bei ihm zu Hause und haben Sex. Später bekommen sie Besuch von ein paar Schlägertypen. Es stellt sich heraus, dass sich Sylvia und Danny nicht nur kennen, sondern dass sie in der Vergangenheit auch ein Paar waren. Zudem stellt sich heraus, dass Danny ein Drogenhändler war. Der Drogenhändler Leon (Steven St. Croix) will, dass Danny ihm das Geld zurückzahlt, das er an die Polizei verloren hat.

## Auszeichnungen
- 2008: Eroticline Award – Best US Film
- 2009: AVN Award – Best Film
- 2009: AVN Award – Best Couples Sex Scene – (Monique Alexander und Mr. Marcus)
- 2009: Nominiert als Best Release bei den XRCO Awards